# Jewgienij Prieobrażenski
Jewgienij Prieobrażenski (ros. Евгений Алексеевич Преображенский; ur. 16 lutego?/28 lutego 1886 w Bołchowie, gubernia orłowska, zm. 13 lipca 1937 w Moskwie) – rosyjski ekonomista, teoretyk ekonomii marksistowskiej, działacz partii bolszewickiej, sekretarz KC RKP(b) 1920-21, działacz Lewicowej Opozycji.

## Życiorys
Urodził się w rodzinie duchownego prawosławnego. W latach 1897–1905 uczęszczał do męskiego gimnazjum klasycznego w Orle, tam w 1902 zetknął się z nielegalną literaturą, którą zaczął kolportować. Uczestniczył w nielegalnych kółkach młodzieżowych, a w lutym 1904 został przyjęty do Socjaldemokratycznej Partii Robotniczej Rosji, związał się z frakcją bolszewików. W czasie rewolucji 1905 roku był jednym z organizatorów masówek i strajków szkolnych w Orle. W grudniu 1905 uczestniczył w powstaniu bolszewickim w Moskwie. W marcu 1906 aresztowany przez policję, więziony przez pięć miesięcy, uwolniony w konsekwencji zbiorowej głodówki, został członkiem komitetu SDPRR w Permie. Ponownie aresztowany w Moskwie, więziony kilka miesięcy w więzieniu w Permie, w 1907 uwolniony przez sąd w Kazaniu z braku dowodów winy. W latach 1907–1908 członek obwodowego uralskiego komitetu partii, w kwietniu 1909 aresztowany, zesłany do guberni irkuckiej, w 1911 zbiegł z zesłania, ponownie aresztowany, spędził kilka miesięcy w więzieniu, po czym odesłano go do miejsca zesłania. W 1915 otrzymał zezwolenie na zamieszkanie w Irkucku. 
Po rewolucji lutowej i obaleniu caratu zasiadł w prezydium rady delegatów robotniczych w Czycie. Z jej ramienia został wybrany na delegata na I Wszechrosyjski Zjazd Rad, który odbył się w Piotrogrodzie 16 czerwca – 7 lipca 1917, uczestniczył aktywnie w obradach zjazdu, który przyjął przez aklamację zgłoszoną przez Prieobrażenskiego rezolucję o walce z antysemityzmem. Na VI zjeździe SDPRR(b) 16 sierpnia 1917 wybrany na zastępcę członka Komitetu Centralnego partii bolszewików (KC składał się z 21 członków i 10 zastępców). Po zjeździe powrócił na Ural, do Złatoustu. Na II Wszechrosyjskim Zjeździe Rad wybrany na członka WCIK, bez powodzenia kandydował w wyborach na deputowanego do Konstytuanty z listy partii bolszewików z guberni ufijskiej.
Po przewrocie bolszewickim w okresie negocjacji pokojowych Rosji sowieckiej z Państwami Centralnymi w Brześciu był członkiem frakcji „lewicowych komunistów” w Komitecie Centralnym, kierowanej przez Nikołaja Bucharina. Frakcja, w opozycji do stanowiska Włodzimierza Lenina, była przeciwna zawarciu traktatu brzeskiego na podyktowanych przez Państwa Centralne warunkach i opowiadała się za rozpoczęciem wojny rewolucyjnej przeciwko nim. Ostatecznie RFSRR podpisała 3 marca 1918 traktat brzeski, a Prieobrażenski na VII zjeździe RKP(b) 6 marca 1918 nie został ponownie wybrany do KC i powrócił do pracy politycznej na Uralu – jako członek prezydium Uralskiego Komitetu Obwodowego RKP(b) (1918-1919). Uczestniczył w walce z Korpusem Czechosłowackim. 
Po zajęciu Uralu przez wojska Białych dowodzone przez admirała Aleksandra Kołczaka w 1919, Nikołaj Bucharin, redaktor naczelny Prawdy ściągnął Prieobrażenskiego do Moskwy do pracy w redakcji pisma. Obydwaj działacze napisali wspólnie ABC komunizmu (ros. Азбукa коммунизма)– popularny wykład doktryny komunistycznej dla nowych członków partii. Opublikowany po raz pierwszy w 1920, był przez następne dziewięć lat publikowanym w masowych nakładach i przełożonym na wiele języków elementarzem ideologicznym partii bolszewickiej, prezentując komunizm w wersji utopijnej.
Prieobrażenski był jednym z głównych orędowników wprowadzenia w 1918-19 systemu gospodarki określanego później jako komunizm wojenny. Opowiadał się za zlikwidowaniem prywatnej bankowości, przemysłu i handlu i wprowadzeniem gospodarki bezpieniężnej. Był zwolennikiem inflacji i hiperinflacji, podatek inflacyjny nałożony na rosyjskich chłopów uważał za źródło finansowania rewolucji bolszewickiej i wojny domowej. Na IX zjeździe RKP(b) 5 kwietnia 1920 wybrany na członka Komitetu Centralnego RKP(b) (złożonego z 19 członków i 12 zastępców bez prawa głosowania). KC wybrało go tego samego dnia do Biura Organizacyjnego (Orgbiuro) KC i trzyosobowego Sekretariatu KC (obok Nikołaja Krestinskiego i Leonida Sieriebriakowa). Była to kulminacja kariery politycznej Prieobrażenskiego w strukturach partii bolszewickiej. 
Ruina gospodarki rosyjskiej, brak żywności w miastach i grożąca klęska głodu wywołana zerwaniem więzi gospodarczych wsi z miastem (w konsekwencji polityki konfiskat zboża prowadzonych przez bolszewików i pozbawienia pieniądza jakiejkolwiek wartości wymiennej) były przyczyną fali masowego sprzeciwu społecznego wobec władzy bolszewików. Zakończenie wojny domowej po ostatecznym pokonaniu na Krymie Białej Armii gen. Piotra Wrangla (listopad 1920) i zawieszenie broni w wojnie polsko-bolszewickiej odbierały bolszewikom uzasadnienie dyktatury politycznej i gospodarczej, wprowadzonych w 1917-1918 roku pod pretekstem konieczności walki z kontrrewolucją i obcą interwencją. Masowy sprzeciw społeczny wobec rządów bolszewików przejawił się w powstaniu chłopskim w guberni tambowskiej, fali strajków robotniczych w Piotrogrodzie w lutym 1921, a kulminację znalazł w powstaniu marynarzy i żołnierzy Floty Bałtyckiej, które wybuchło w Kronsztadzie 1 marca 1921. Protestujący wysuwali postulaty polityczne – likwidacji dyktatury bolszewickiej i powrotu do demokracji w ramach rad robotniczych i chłopskich, w tym swobody działania dla niebolszewickich partii socjalistycznych (eserowców i mienszewików).
W obliczu groźby utraty władzy przywódcy bolszewiccy zdecydowali o podjęciu bezwzględnych represji wobec protestujących robotników, chłopów i marynarzy oraz o stłumieniu siłą ich wystąpień, przy równoczesnym ograniczeniu demokracji wewnątrz partii bolszewickiej (wprowadzenie zakazu tworzenia dozwolonych do 1921 frakcji i określenie działalności frakcyjnej jako „antypartyjnej”). Odmówiono likwidacji systemu monopartyjnej dyktatury politycznej (oficjalny zakaz ostatnich tolerowanych w Rosji sowieckiej partii niebolszewickich – mienszewików i Bundu, wprowadzenie jednej listy w głosowaniu do rad), zgodzono się natomiast na ustępstwa w sferze gospodarczej. Sprowadzały się one do rezygnacji z polityki komunizmu wojennego, przywrócenia elementów gospodarki rynkowej, prywatnej własności i gospodarki towarowo-pieniężnej. W szczególności nastąpił powrót do gospodarki rynkowej na wsi, zniesienie przymusowych kontyngentów, dostaw i konfiskat i zastąpienie ich podatkiem rolnym. Zadekretowano i wprowadzono nowy, częściowo wymienialny na złoto pieniądz – czerwoniec. Całość posunięć w tym zakresie Włodzimierz Lenin określił jako Nową Politykę Ekonomiczną – NEP. NEP został przyjęty jako oficjalna polityka partii bolszewickiej przez X zjazd RKP(b), który obradował w Piotrogrodzie w dniach 8-16 marca 1921. W tym samym czasie trwało powstanie w Kronsztadzie, które zostało ostatecznie krwawo stłumione przez Armię Czerwoną 17-18 III.1921.
Prieobrażenski, jeden z głównych ideologów i realizatorów polityki komunizmu wojennego na X zjeździe bronił swojej polityki, stwierdzając m.in. że podczas gdy asygnaty emitowane przez rządy Rewolucji Francuskiej uległy najwyżej 500-krotnej deprecjacji, rubel sowiecki ma już tylko 1/200 000 wartości nominalnej. Stwierdził wówczas: znaczy to, że pokonaliśmy rewolucję francuską w stosunku 40:1. Prieobrażenski zauważył, że polityka drukowania nieograniczonej ilości banknotów umożliwiła wyciąganie od chłopów żywności, a podatek inflacyjny był podatkiem pośrednim umożliwiającym finansowanie władzy bolszewickiej i rewolucji. Nadal bronił koncepcji likwidacji pieniądza, opodatkowania i utrzymania centralnie sterowanej gospodarki nakazowo-rozdzielczej. 
W konsekwencji zmiany kursu partii bolszewickiej na X zjeździe Prieobrażenski utracił miejsce we władzach partii – nie został wybrany do KC, w konsekwencji przestał być sekretarzem KC i członkiem Orgbiura. Rozeszły się drogi Prieobrażenskiego i Nikołaja Bucharina, który poparł NEP i stał się z czasem jednym z jego głównych orędowników.
W latach 1921–1927 nadal publikował w Prawdzie oraz zajmował stanowiska administracyjne średniego szczebla – jako przewodniczący wydziału edukacji zawodowej Ludowego Komisariatu Oświaty ZSRR, wiceprzewodniczący głównego komitetu koncesyjnego ZSRR, członek kolegium Ludowego Komisariatu Finansów ZSRR, członek kolegium redakcyjnego pierwszego wydania Wielkiej Encyklopedii Sowieckiej.
W 1926 opublikował swą główną pracę: Новая экономика (Nowaja ekonomika. Opyt tieorieticzeskogo analiza sowietskogo choziajstwa), polemiczną wobec pracy Bucharina Ekonomika okresu przejściowego. W pracy zaprezentował teorię pierwotnej akumulacji kapitału w gospodarce socjalistycznej, opowiadając się za uprzemysłowieniem Rosji Sowieckiej. Kapitał na industrializację miał być pozyskany z rosyjskiej wsi – poprzez system nieekwiwalentnej wymiany (produkty rolne miały być świadomie skupowane przez państwo po zaniżonych cenach, a towary przemysłowe sprzedawane chłopom po cenach zawyżonych) i kolektywizację rolnictwa, która umożliwi eksport nadwyżek żywnościowych do krajów kapitalistycznych za dewizy, które byłyby przeznaczone na zakup maszyn i urządzeń przemysłowych.
W 1923 związał się ze skupioną wokół Lwa Trockiego tzw. Lewicową Opozycją. W październiku 1923 był jednym z sygnatariuszy odzewu do członków partii bolszewickiej znanej jako List, lub Oświadczenie 46. Po rozpoczęciu przez Stalina rozprawy z opozycją Trockiego – Zinowjewa – Kamieniewa 13 października 1927 wykluczony z WKP(b) za „działalność frakcyjną” i organizację nielegalnej drukarni, w której drukowano ulotki opozycji.
Po wydaleniu Trockiego, Zinowjewa, Kamieniewa i innych przywódców opozycji z WKP(b) przez XV zjazd partii w grudniu 1927 został w styczniu 1928 zesłany (podobnie jak inni opozycjoniści) do miasta Uralsk. W maju 1929 wraz z Ivarem Smilgą i Karolem Radkiem złożył pisemną samokrytykę wobec KC, deklarując zerwanie z opozycją, został zwolniony z zesłania i w 1930 przywrócony do członkostwa WKP(b). Od stycznia 1930 do stycznia 1933 był wiceprzewodniczącym komisji planowania w Niżnym Nowogrodzie, następnie członkiem kolegium Ludowego Komisariatu Przemysłu Lekkiego w Moskwie. W styczniu 1933 ponownie wykluczony z WKP(b), aresztowany 23 stycznia 1933 przez OGPU i skazany przez trójkę OGPU na trzy lata zesłania w związku z tzw. sprawą Riutina. W grudniu 1933 uwolniony ze zsyłki i przywrócony do członkostwa WKP(b). Był delegatem na XVII zjazd WKP(b) (26 stycznia-10 lutego 1934) i został na nim dopuszczony do wystąpienia popierającego politykę partii i przywództwo Stalina. Od grudnia 1933 do grudnia 1936 był zastępcą naczelnika wydziału w Komisariacie Ludowym Sowchozów.
Po rozpoczęciu wielkiej czystki, 20 grudnia 1936 roku został aresztowany przez NKWD. 13 lipca 1937 został skazany na śmierć przez Kolegium Wojskowe Sądu Najwyższego ZSRR z zarzutu o „udział w kontrrewolucyjnej organizacji terrorystycznej”. Stracony tego samego dnia. Skremowany w krematorium na Cmentarzu Dońskim, pochowany anonimowo

.
Zrehabilitowany 22 grudnia 1988 roku postanowieniem Plenum Sądu Najwyższego ZSRR.